# Lista de campeãs do carnaval de Uruguaiana
Lista de escolas de samba campeãs do Carnaval de Uruguaiana.
| Ano                                   | Escola                | Enredo                                                                            | Ref.          |
| ------------------------------------- | --------------------- | --------------------------------------------------------------------------------- | ------------- |
| 1952                                  | Engrenagem dos Navais |                                                                                   | [ 1 ]         |
| 1953                                  | Os Filhos do Mar      |                                                                                   | [ 1 ]         |
| 1954                                  | Os Rouxinóis          |                                                                                   | [ 1 ]         |
| 1955                                  | Os Filhos do Mar      |                                                                                   | [ 1 ]         |
| 1956                                  | Os Rouxinóis          |                                                                                   | [ 1 ]         |
| 1957                                  | Os Rouxinóis          |                                                                                   | [ 1 ]         |
| 1958                                  | Os Rouxinóis          |                                                                                   | [ 1 ]         |
| 1959                                  | Os Rouxinóis          |                                                                                   | [ 1 ]         |
| Não ocorreu desfile em 1960.          |                       |                                                                                   |               |
| 1961                                  | Os Rouxinóis          |                                                                                   | [ 1 ]         |
| 1962                                  | Os Rouxinóis          |                                                                                   | [ 1 ]         |
| 1963                                  | Os Rouxinóis          | Fatos Históricos-Descobrimento do Brasil (1500) e Abolição da Escravatura (1888). | [ 2 ]         |
| 1964                                  | Os Rouxinóis          |                                                                                   | [ 1 ]         |
| 1965                                  | Os Rouxinóis          | Rio Quatrocentão.                                                                 | [ 2 ]         |
| 1966                                  | Os Rouxinóis          | O petróleo é nosso.                                                               | [ 3 ]         |
| 1967                                  | Os Rouxinóis          | Os cinco Bailes do Império.                                                       | [ 3 ]         |
| 1968                                  | Os Rouxinóis          |                                                                                   | [ 1 ]         |
| 1969                                  | Cadetes do Amor       |                                                                                   | [ 1 ]         |
| 1970                                  | Cadetes do Amor       |                                                                                   | [ 1 ]         |
| 1971                                  | Cadetes do Amor       |                                                                                   | [ 1 ]         |
| 1972                                  | Cova da Onça          |                                                                                   | [ 1 ]         |
| 1973                                  | Os Rouxinóis          | Reminiscências do carnaval.                                                       | [ 3 ]         |
| 1974                                  | Cova da Onça          | Lendas do Eldorado.                                                               | [ 4 ]         |
| 1975                                  | Os Rouxinóis          | Glória e esplendor do Cassino da Urca.                                            | [ 5 ]         |
| 1976                                  | Cova da Onça          | Zodíaco.                                                                          | [ 4 ]         |
| 1977                                  | Cova da Onça          |                                                                                   | [ 1 ]         |
| 1978                                  | Os Rouxinóis          | Praça Onze em show maior.                                                         | [ 5 ]         |
| 1979                                  | Os Rouxinóis          | Apoteose do Samba.                                                                | [ 5 ]         |
| 1980                                  | Deu Chucha na Zebra   |                                                                                   | [ 1 ]         |
| 1981                                  | Os Rouxinóis          | O esplendor das sete cidades de rocha.                                            | [ 1 ]         |
| 1982                                  | Os Rouxinóis          | Muiraquitã , um mundo de belezas.                                                 | [ 1 ]         |
| 1983                                  | Cova da Onça          | Sonho de um Pierrot.                                                              | [ 4 ]         |
| 1984                                  | Cova da Onça          | Lendas do rio, mistérios do mar.                                                  | [ 4 ]         |
| 1985                                  | Cova da Onça          | O show continua: vermelho 27.                                                     | [ 4 ]         |
| 1986                                  | Os Rouxinóis          |                                                                                   | [ 1 ]         |
| 1987                                  | Cova da Onça          | Quatro dias de caviar.                                                            | [ 4 ]         |
| Não ocorreu desfile em 1988           |                       |                                                                                   |               |
| 1989                                  | Os Rouxinóis          | O Corsário.                                                                       | [ 1 ]         |
| Não ocorreram desfiles em 1990 e 1991 |                       |                                                                                   |               |
| 1992                                  | Ilha do Marduque      | No reino da utopia.                                                               | [ 6 ]         |
| 1993                                  | Ilha do Marduque      | Poderá ser assim.                                                                 | [ 6 ]         |
| 1994                                  | Ilha do Marduque      | Da estopa ao auge do brilho.                                                      | [ 6 ]         |
| 1995                                  | Cova da Onça          | Sonhando sou feliz.                                                               | [ 4 ]         |
| 1996                                  | Cova da Onça          | A face do disfarce.                                                               | [ 4 ]         |
| Não ocorreu desfile em 1997           |                       |                                                                                   |               |
| 1998                                  | Os Rouxinóis          | Cantei, Pulei, Dancei e me Acabei.                                                | [ 7 ]         |
| 1998                                  | Ilha do Marduque      | O que há com o Oriza Sativa?                                                      | [ 7 ] [ 6 ]   |
| 1999                                  | Deu Chucha na Zebra   | Brasil de lá pra cá.                                                              | [ 8 ]         |
| 2000                                  | Os Rouxinóis          | www.rouxinois.com.br                                                              | [ 9 ]         |
| 2001                                  | Os Rouxinóis          | Tudo que é bom engorda, faz mal ou é pecado.                                      | [ 10 ]        |
| 2002                                  | Os Rouxinóis          | Pra te fazer feliz.                                                               | [ 11 ]        |
| 2003                                  | Os Rouxinóis          | Sou ouro forte, sou raiz do samba.                                                | [ 12 ]        |
| 2004                                  | Os Rouxinóis          | Pelos quatro cantos... com os quatro ventos, eu brinco.                           | [ 13 ]        |
| 2005                                  | Cova da Onça          | Das lendas do Eldorado ao ouro do milênio.                                        | [ 4 ] [ 14 ]  |
| 2006                                  | Os Rouxinóis          | Terra Brasilis, a metamorfose da vida.                                            | [ 15 ]        |
| 2007                                  | Cova da Onça          | Uruguaiana homenageia o Imigrante Vencedor e mostra ao mundo sua etnia.           | [ 16 ]        |
| 2008                                  | Ilha do Marduque      | Ilha 2100. Uma Louca Viagem Rumo ao Futuro.                                       | [ 6 ] [ 17 ]  |
| 2009                                  | Ilha do Marduque      | A Ilha Guerreira, Canta a África. Mãe de todos os Povos. Axé Minha Mãe !!         | [ 18 ]        |
| 2010                                  | Cova da Onça          | Guerreiros da Vida, Protetores da Mãe Terra                                       | [ 19 ]        |
| 2011                                  | Cova da Onça          | Arroz: do Império do Meio ao Pampa Gaúcho, o grão que vale ouro.                  | [ 20 ]        |
| 2012                                  | Cova da Onça          | Tem Kizomba na Avenida! Cova Canta Martinho, Show da Vila.                        | [ 21 ]        |
| 2013                                  | Cova da Onça          | Duas Paixões, Num Só Coração.                                                     | [ 22 ]        |
| 2014                                  | Ilha do Marduque      | Terra, Vida e Esperança                                                           | [ 23 ] [ 24 ] |
| 2015                                  | Bambas da Alegria     | A Lua dos Bambas, A Lua do Samba é a Luz da Alegria!.                             | [ 25 ] [ 26 ] |
| 2016                                  | Os Rouxinóis          | Ô Abre-Alas Que Eu Quero Passar                                                   | [ 27 ] [ 28 ] |
| 2017                                  | Os Rouxinóis          | África de Todos Nós.                                                              | [ 29 ]        |
| 2018                                  | Ilha do Marduque      | Liberté, Egalité et Fraternité – O Povo conta sua História.                       | [ 30 ]        |
| 2019                                  | Os Rouxinóis          | Os Filhos Mágicos dos Ventos                                                      | [ 31 ] [ 32 ] |
| 2020                                  | Cova da Onça          | Sob a Magia do Tempo - 50 Tons de Cova                                            | [ 33 ]        |
| Não ocorreram desfiles em 2021 e 2022 |                       |                                                                                   |               |
| 2023                                  | Deu Chucha na Zebra   | Brasil Sertanejo                                                                  | [ 34 ]        |
| 2024                                  | Cova da Onça          | Uma Onça Arretada no Nordeste                                                     | [ 35 ]        |
| 2025                                  | Imperadores do Sol    | Memória das Águas - A Alma Gaúcha Que Emerge Entre Rios                           |               |

## Número de títulos por escola
| Escola                | Títulos | Anos |
| --------------------- | ------- | --- |
| Os Rouxinóis          | 31      | 1954, 1956, 1957, 1958, 1959, 1961, 1962, 1963, 1964, 1965, 1966, 1967, 1968, 1973, 1975, 1978, 1979, 1981, 1982, 1986, 1989, 1998, 2000, 2001, 2002, 2003, 2004, 2006, 2016, 2017 e 2019 |
| Cova da Onça          | 18      | 1972, 1974, 1976, 1977, 1983, 1984, 1985, 1987, 1995, 1996, 2005, 2007, 2010, 2011, 2012, 2013, 2020 e 2024                                                                               |
| Ilha do Marduque      | 8       | 1992, 1993, 1994, 1998, 2008, 2009, 2014 e 2018 |
| Cadetes do Amor       | 3       | 1969, 1970 e 1971 |
| Deu Chucha na Zebra   | 3       | 1980, 1999 e 2023 |
| Os Filhos do Mar      | 2       | 1953 e 1955 |
| Engrenagem dos Navais | 1       | 1952 |
| Bambas da Alegria     | 1       | 2015 |
| Imperadores do Sol    | 1       | 2025 |

## Desempenho por escola - Carnaval Fora de Época
| Escola              | Títulos | Anos                                            | Vice-campeonatos | Anos                                                        |
| ------------------- | ------- | ----------------------------------------------- | ---------------- | ----------------------------------------------------------- |
| Cova da Onça        | 8       | 2005, 2007, 2010, 2011, 2012, 2013, 2020 e 2024 | 3                | 2016, 2017 e 2018                                           |
| Ilha do Marduque    | 4       | 2008, 2009, 2014 e 2018                         | 10               | 2005, 2006, 2010, 2013, 2015, 2019, 2020, 2023, 2024 e 2025 |
| Os Rouxinóis        | 4       | 2006, 2016, 2017 e 2019                         | 5                | 2007, 2008, 2009, 2011 e 2012                               |
| Bambas da Alegria   | 1       | 2015                                            | 1                | 2014                                                        |
| Deu Chucha na Zebra | 1       | 2023                                            | 0                |                                                             |
| Imperadores do Sol  | 1       | 2025                                            | 0                |                                                             |